# Padiglione Italia di Expo 2015
Il Padiglione Italia di Expo 2015 è stata la struttura espositiva organizzata e allestita dall'Italia all'Esposizione Universale di Milano del 2015, su progetto architettonico dello studio Nemesi. Il tema della partecipazione italiana è "Vivaio Italia".
Fu deciso che alla nazione ospitante non fosse riservato un singolo spazio espositivo per un singolo edificio ma l'intero cardo, ovvero l'asse secondario del sito espositivo anche perché i prodotti da esporre sarebbero stati veramente tanti. I 350 metri del viale si sono sviluppati dalla Lake Arena, verso nord, fino all'Open Air Theatre, verso sud e hanno ospitato:
- Palazzo Italia, una struttura da circa 13.000 m² su 6 livelli fuori terra, affacciato sulla Lake Arena
- Il padiglione dell'Unione europea
- Una zona nord dedicata all'Italia delle regioni e dei territori
- Piazza Italia, all'incrocio con il decumano
- Una zona sud dedicata alle imprese del made in Italy e a Coldiretti. In questa zona è stato anche presente il padiglione della Regione Lombardia, affacciato direttamente su Piazza Italia

Il commissario designato per il padiglione è stata Diana Bracco.

## Palazzo Italia

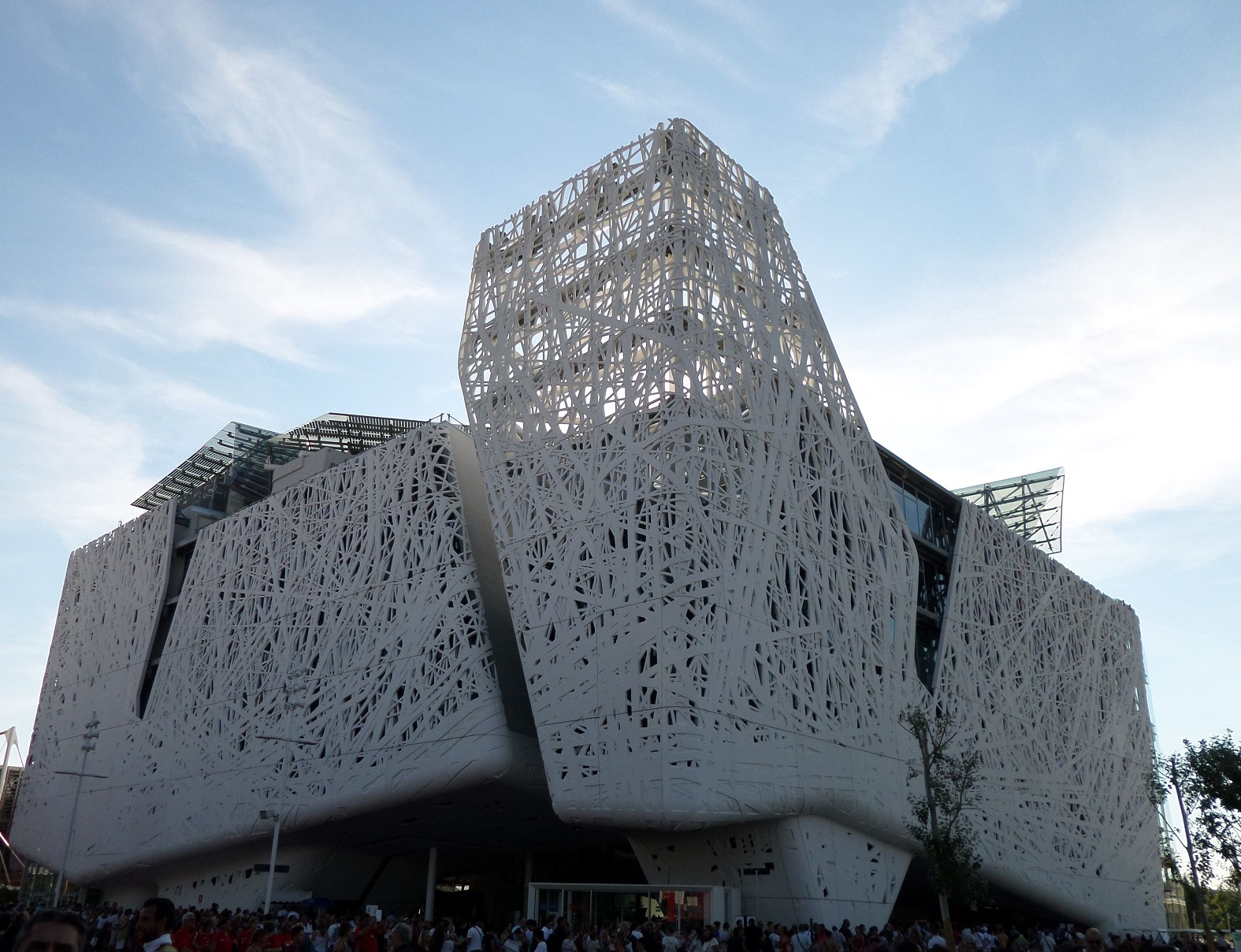
Palazzo Italia - Expo 2015

Il "Palazzo Italia", affacciato sulla Lake Arena, è stato il vero e proprio padiglione del Paese organizzatore. La struttura fu progettata da Nemesi&Partners ed occupa una superficie di circa 13.200 m su 6 livelli fuori terra.

L'Albero della Vita

L'esterno è caratterizzato da una fitta ragnatela bianca che evoca una trama tessile o rami di alberi. È stata realizzata con un cemento innovativo (cemento biodinamico brevettato da Italcementi) che elimina l'inquinamento sfruttando processi di ossidazione innescati dalla luce solare. La grande piazza interna è simbolo della convivialità e della comunità; attorno a essa sorgono i quattro volumi principali del palazzo: la zona Espositiva, la zona Auditorium, la zona Uffici di Rappresentanza e la zona Sale Conferenze-Meeting. Al quarto piano del palazzo c'è il ristorante italiano gestito da Peck.

## Lake Arena e Albero della Vita
Sul lato nord del cardo si trova un ampio lago circolare di 90 metri di diametro, circondato da gradoni che possono ospitare circa 3.000 persone a sedere.
Al centro della Lake Arena si trova l'Albero della Vita: è una struttura in legno e acciaio, alta circa 35 metri, che si ispira al concetto di albero della vita presente in molte culture, religioni e filosofie. Le sue forme sono invece riprese dal disegno di Michelangelo presente sul pavimento della piazza del Campidoglio a Roma. La sua costruzione è stata affidata e spesata da un consorzio di aziende della Provincia di Brescia denominato Orgoglio Brescia. A fine manifestazione verrà probabilmente smantellato e riutilizzato nella città di Brescia.
Ai lati della Lake Arena si trovano due padiglioni a forma di ananas, progettati da EMBT Miralles Tagliabue, della COPAGRI.

## Padiglione dell'Unione europea

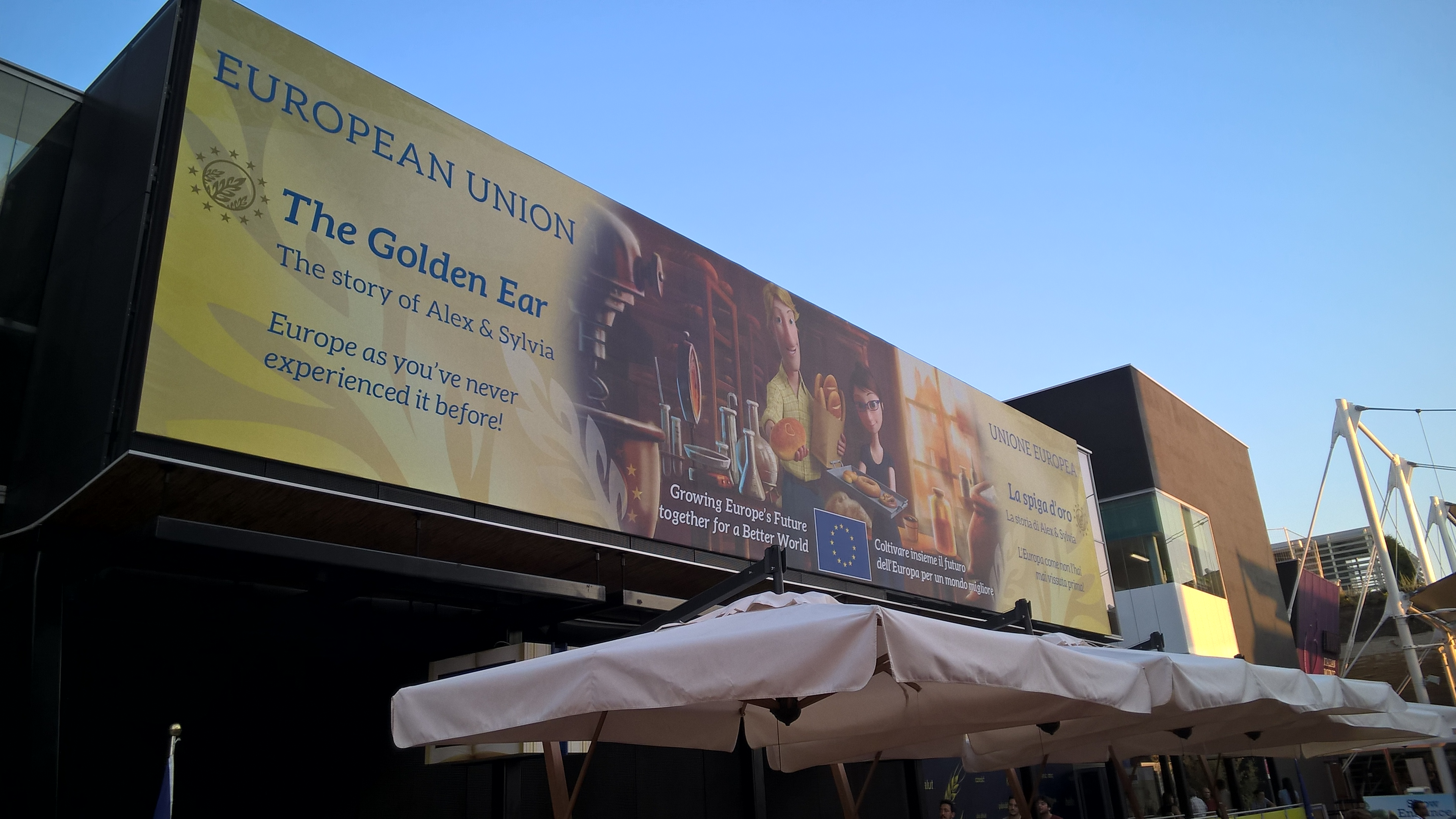
Padiglione dell'Unione Europea lungo il cardo

Di fronte a Palazzo Italia, nel cardo nord, sono stati riservati spazi istituzionali, espositivi e di rappresentanza per il padiglione dell'Unione europea, evidenziando in modo simbolico la stretta relazione tra l'Italia e l'Europa.

## Partecipazione degli enti territoriali
Le Regioni, le province e i comuni partecipano ad Expo 2015 all'interno del Padiglione Italia in una o più delle seguenti modalità:
- con un proprio padiglione lungo il cardo per tutta la durata della manifestazione
- avendo opzionato uno degli spazi a rotazione del cardo per un periodo limitato di tempo durante la manifestazione
- occupando gli spazi dedicati ai territori all'interno di Palazzo Italia

All'esterno degli spazi dedicati all'Italia, alcuni enti possono sono sponsor/partner dei cluster tematici:
- la Sicilia è partner ufficiale e coordinatore del cluster Bio-mediterraneo
- Piemonte, Umbria, Torino, Perugia e Modica partecipano come sponsor del cluster Cacao e Cioccolato

### Roma Capitale e Regione Lazio
La Regione Lazio e la città di Roma hanno firmato un accordo di collaborazione con il padiglione Italia che prevede la presenza costante delle due istituzioni, durante tutti i sei mesi dell'esposizione, con uno spazio di rappresentanza unitario e permanente di circa 130 metri quadri.

### Sicilia
La Sicilia sarà la Regione regina del palinsesto del Padiglione Italia nelle tre settimane di protagonismo (dal 26 giugno al 1 luglio, dal 2 al 7 luglio, dal 16 al 21 ottobre). Nella prima settimana gli eventi saranno legati alla “terra”, biodiversità nell'area del Mediterraneo, Smart Land: smart cities e borghi rurali, la valorizzazione delle eccellenze della Sicilia. Nella seconda settimana gli eventi guarderanno all' “acqua” con incontri sul mangiare sano, sulla frontiera mediterranea, l'economia del mare,  la Sicilia del vino e un viaggio nel mondo della cerealicoltura siciliana. L'ultima settimana, invece, sarà dedicata al “fuoco”, il fuoco dell'innovazione di una Sicilia che è profondamente cambiata e che guarda a testa alta verso la sfida dell'innovazione: dall'agricoltura di precisione alle intelligenze artificiali, dalle Startup alle realtà di sharing economy che compongono l'ecosistema dell'innovazione, dall'internazionalizzazione della conoscenza e dei saperi al cibo dello spazio e del futuro.

### Valle d'Aosta
La regione alpina partecipa all'interno del Padiglione Italia, in particolare durante la settimana tra il 24 e il 30 luglio, con una esposizione specifica. Il concept si sviluppa intorno al tema della verticalità e delle eccellenze gastronomiche che vengono prodotte malgrado un territorio e un clima difficili. Sarà inoltre presente nella mostra permanente de L'Italia delle Regioni.

## Il Cardo
Il cardo è l'asse secondario del sito espositivo ed è dedicato alle eccellenze e ai territori italiani. Le strutture lungo il viale ospitano alcuni padiglioni degli enti locali, di aziende e di organizzazioni italiane. Da nord a sud e da est a ovest sono presenti:
- Salumi - Spazio aggiudicato a Salumificio Giuseppe Citterio s.p.a. e consta di uno spazio al coperto di circa 160 m², uno spazio aperto (piazzetta) di circa 75 m² e di una terrazza di circa 215 m²
- Women for Expo - Area dedicata all'associazione creata per Expo 2015 che sostiene il ruolo della donna all'interno della società
- Croce Rossa Italiana
- Calabria
- Emilia-Romagna
- Irpinia
- Trentino
- Lombardia
- Latte - Spazio gestito da Granarolo
- Caffè - Spazio gestito da Lavazza
- Olio - Spazio gestito dall'azienda agricola Coppini Arte Olearia
- Un'area dedicata a Coldiretti
- Gelato e Cioccolato - Spazio gestito da Il Rigoletto
- Fab Food, il padiglione di Confindustria
- Acqua - Spazio di 65 m² gestito da Acqua San Pellegrino
- Birra -  Spazio di 162 m² gestito da Birra Poretti
- Terrazza Martini
- Padiglione del Vino
- Alto Adige/Bolzano
- Regione Siciliana
- Piacenza

### Padiglione del vino

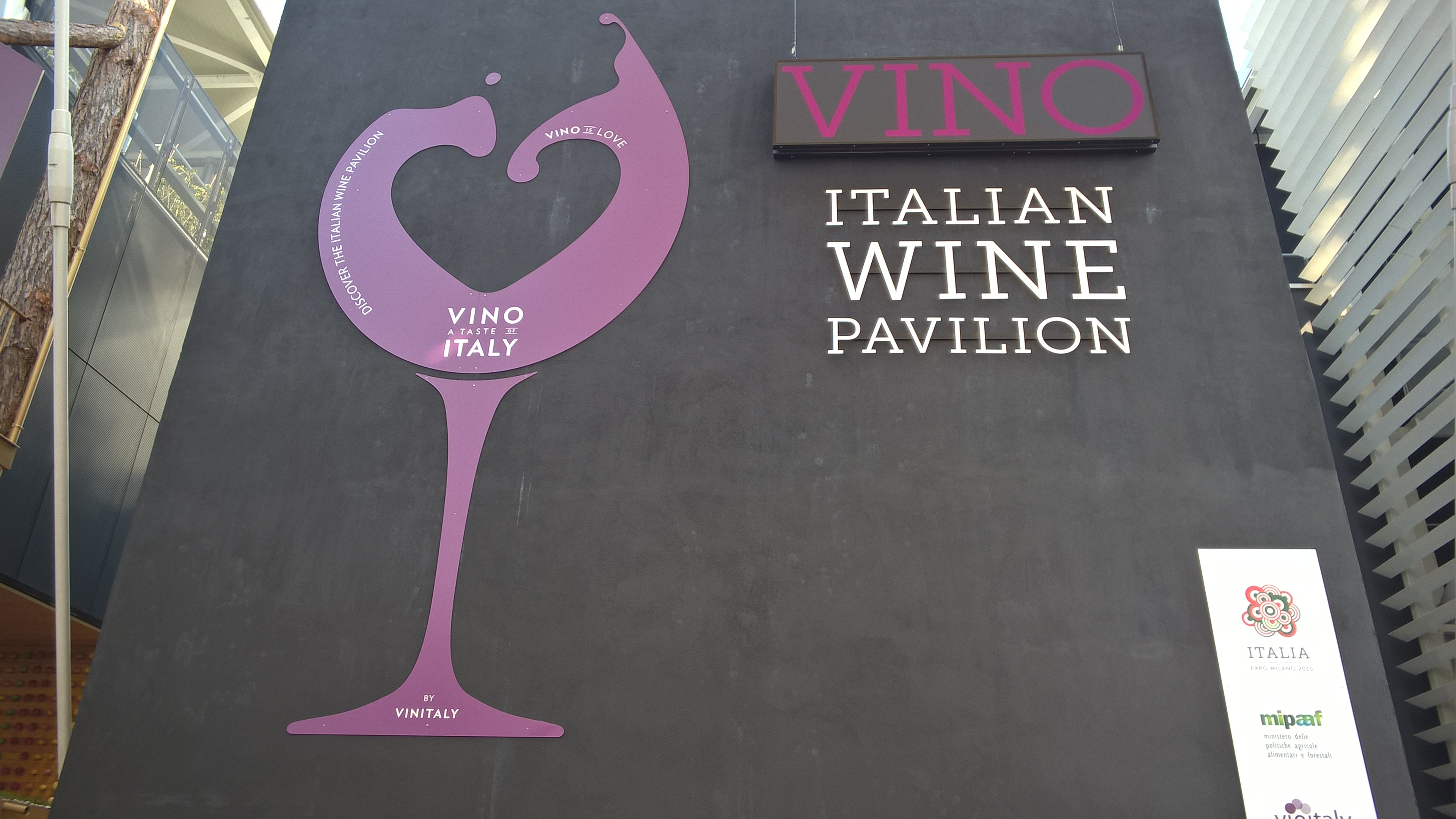
Padiglione del Vino

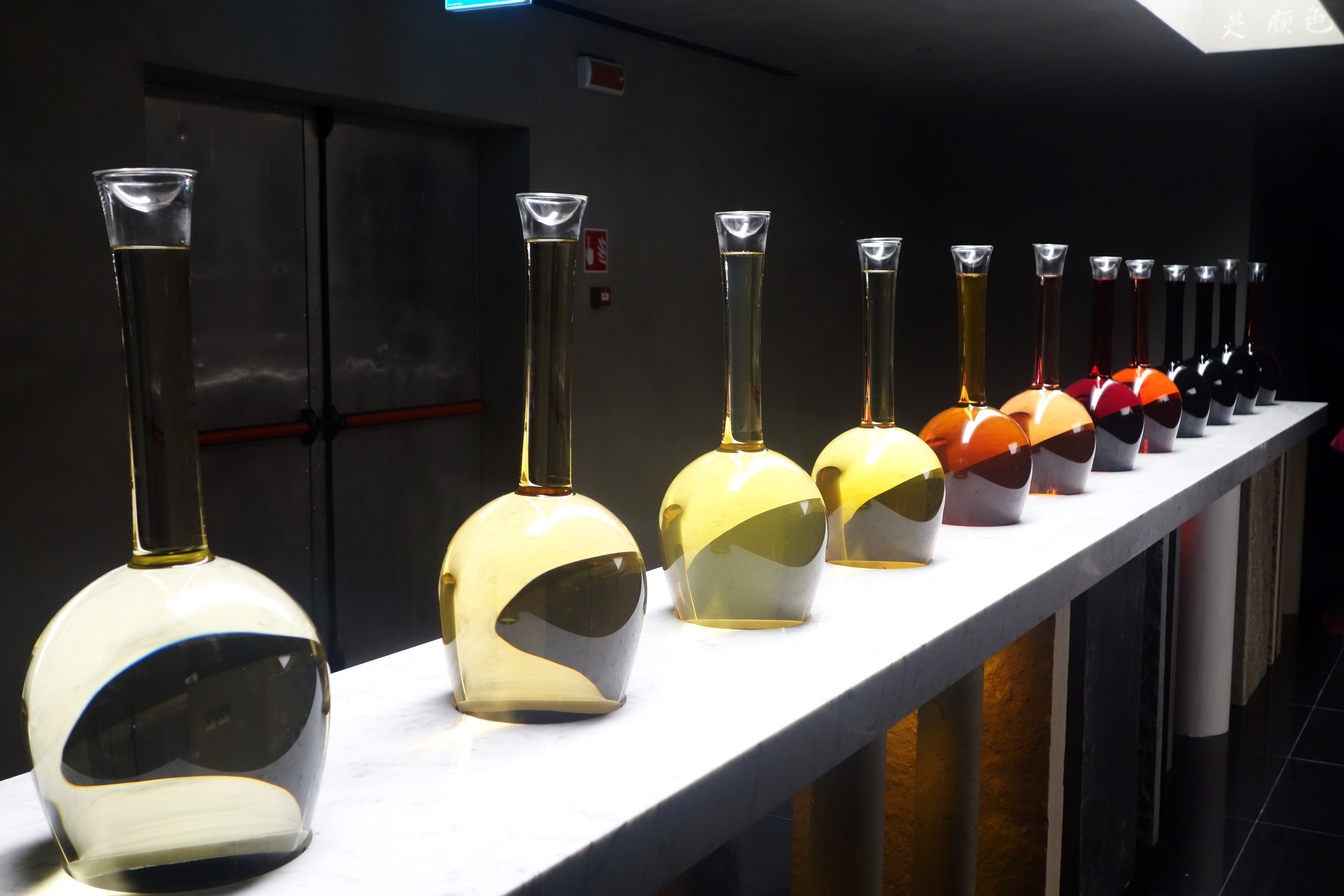
Interno del Padiglione del Vino

L'area del cardo adiacente al padiglione dell'Unione europea è il Padiglione del Vino - A taste of italy dove si esporranno le eccellenze della coltivazione e produzione vitivinicola italiana. Il padiglione VINO è organizzato in due aree: la prima è chiamata Domus vinii ed è caratterizzata da installazioni, affreschi, video con l'obiettivo di presentare attraverso i cinque sensi il vino italiano, raccontarne storia, tradizioni, i paesaggi e le città e cosa esso rappresenti per tutti gli italiani. La seconda zona è dedicata alla promozione ed è chiamata Biblioteca del Vino; posta al primo piano del padiglione, permetterà ai visitatori di degustare direttamente i vini delle aziende che partecipano al progetto. Il padiglione è gestito da Veronafiere con Vinitaly.

### Piazza Italia
Piazza Italia è un grande spazio all'aperto posto all'incrocio tra cardo e decumano che, così come per le piazze di tutte le città italiane, è il cuore di Expo 2015. Si affacciano su di essa un grande palco utilizzato per eventi e il padiglione della Regione Lombardia. Agli angoli della piazza sono stati installati i Portali di Expo, quattro sculture monumentali dell'architetto Daniel Libeskind.